# Olios benitensis
Olios benitensis är en spindelart som först beskrevs av Pocock 1899.  Olios benitensis ingår i släktet Olios och familjen jättekrabbspindlar.
Artens utbredningsområde är Kamerun. Inga underarter finns listade i Catalogue of Life.